# 沃爾夫施泰因奧厄河

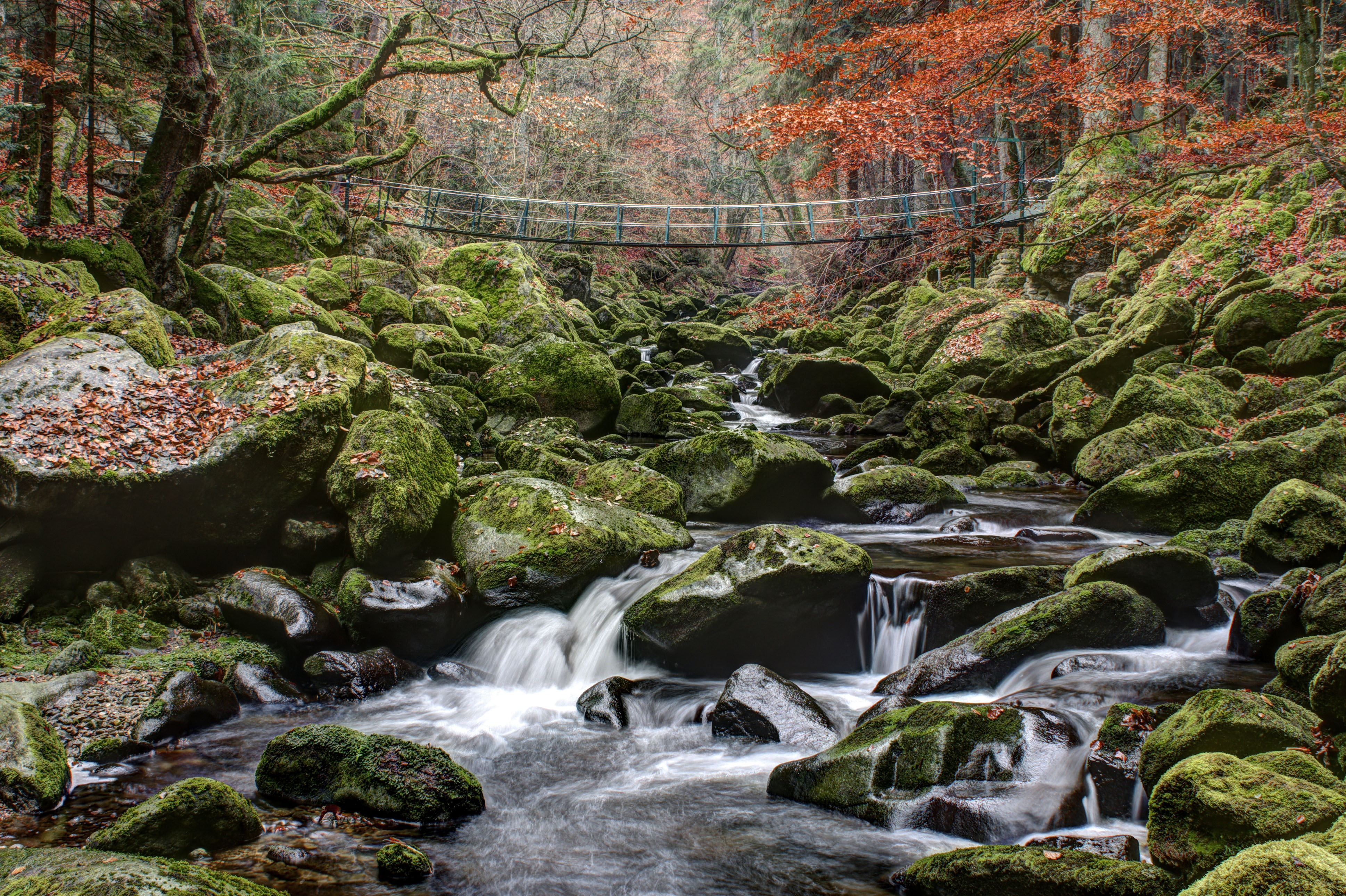
沃爾夫施泰因奧厄河

48°43′06″N 13°27′16″E / 48.718248259113594°N 13.454411029815674°E
沃爾夫施泰因奧厄河（德語：Wolfsteiner Ohe），是德國的河流，位於該國東南部，由巴伐利亞負責管轄，屬於伊爾茨河的左支流，河道全長22.5公里，流域面積372平方公里，發源自菲爾斯特內克以西，河口處在弗賴翁附近。